# 弗洛里安咖啡馆
弗洛里安咖啡馆（義大利語：Caffè Florian）坐落在威尼斯聖馬可廣場行政官邸大楼拱廊下，又名花神咖啡館。是義大利最古老的咖啡館之一（世界最古老的咖啡館是1686年在巴黎成立的普罗可布咖啡馆 ）。

## 历史

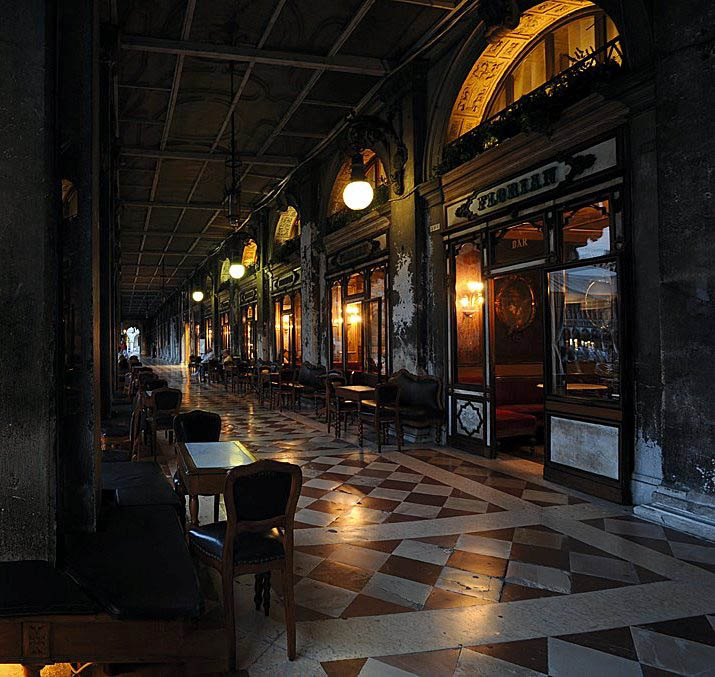
咖啡馆

1720年12月29日開張時，佛洛里安（Floriano Francesconi）將其命名為「威尼斯凱旋咖啡」（Alla Venezia Trionfante），但很快咖啡廳的客戶習慣地稱其為「Florian」（花神）。佛洛里安從卡洛·哥爾多尼的喜劇（《咖啡館》）中得到開設咖啡廳的靈感。三百多年來，當馬爾維薩，塞浦路斯和希臘及東方各地最好的咖啡，酒風行于咖啡廳內，歷史正飛速地從窗外變換著：從威尼斯共和國崛起至隕落，暗地密謀中的革命家結束法國皇權，奧匈帝國的統治，一直到1848年的義大利起義。
花神咖啡館一直有各式各樣的顧客，當中不乏威尼斯的貴族、大使，商人，財富獵人，文學家和藝術家，還有威尼斯的市民。而且作為當時唯一一間接納女性光顧的咖啡廳，不少知名人物皆在此追尋過伴侶，最著名的應為卡薩諾瓦，一位極富傳奇色彩的義大利冒險作家。因此，1721年劇作家卡洛·哥爾多尼第一次拜訪花神咖啡館時，就曾說過這裡的豐富多樣性必將打響想像力和創造力，當時他僅僅是一位少年。
作為人們情緒的十字路口：廳內話題從國家大事、流言蜚語到風俗時尚。這非機遇巧合，劇作評論家加斯帕羅·戈齊選擇花神咖啡館成為義大利第一次發行的報紙Gazzetta Veneta為其中販售地點。優雅的環境吸引著Silvio Pellico, Nicolò Tommaseo and Daniele Manin個性類別的客戶：獨立和自由的想法流連在花神咖啡館的桌間。包含但不限於以下人物，浪漫文學泰斗拜倫勳爵、古典主義的代表歌德、法國女小說家德·斯戴爾夫人、狄更斯、法國浪漫之父夏多布里昂、法國意識流作家馬塞爾·普魯斯特、法國後印象派畫家盧梭、鋼琴名家魯賓斯坦，俄國作曲家音樂界的巨擘斯特拉文斯基，經濟學家莫迪利安尼。
義大利新古典主義雕塑家安東尼奧·卡諾瓦覺得佛洛里安本人是一位真正的朋友及恩人。當佛洛里安患有痛風時，卡諾瓦為報答佛洛里安的恩情，替他雕塑腳的模型讓鞋匠在不弄痛腳的情況下替他測量腳型並製作新鞋。

## 建築特色
在18世紀中葉，花神咖啡擴大到四個房間。名人廳（Sala degli Uomini Illustri）有十位威尼斯名人的肖像，其中包括馬可波羅和提香。參議院廳（Sala del Senato）的壁畫描繪藝術和科學世界的場景，主題為「進步與文明引導世界」。中國廳（Sala Cinese）和東方廳（Sala Orientale）的靈感來自遠東。四季廳（Sala delle Stagioni）或鏡廳（Sale degli Specchi）裝飾着代表四季的女人。自由廳（Sala Liberty）是在20世紀初增加的。
19世紀末期威尼斯市長里卡多·塞瓦提可和他的朋友在弗洛里安咖啡廳的參議院廳商討發起世界藝術界與建築界的盛會之一：威尼斯雙年展作為對意大利國王翁貝托和瑪格麗特女王的敬意。
第一屆的國際藝術展發生在1895年。即便在戰爭時間，花神咖啡館保持開放和活躍，繼續以輕食，點心為朋友們服務成為理想的聚會場所。

### 近代
21世紀初，花神咖啡館在佛罗伦萨市中心開設了一家分店。
2015年，花神咖啡館與台灣企業新光三越之中國子公司以合資方式進駐亞洲，首個據點選擇中華人民共和國江蘇省蘇州市。

## 画廊

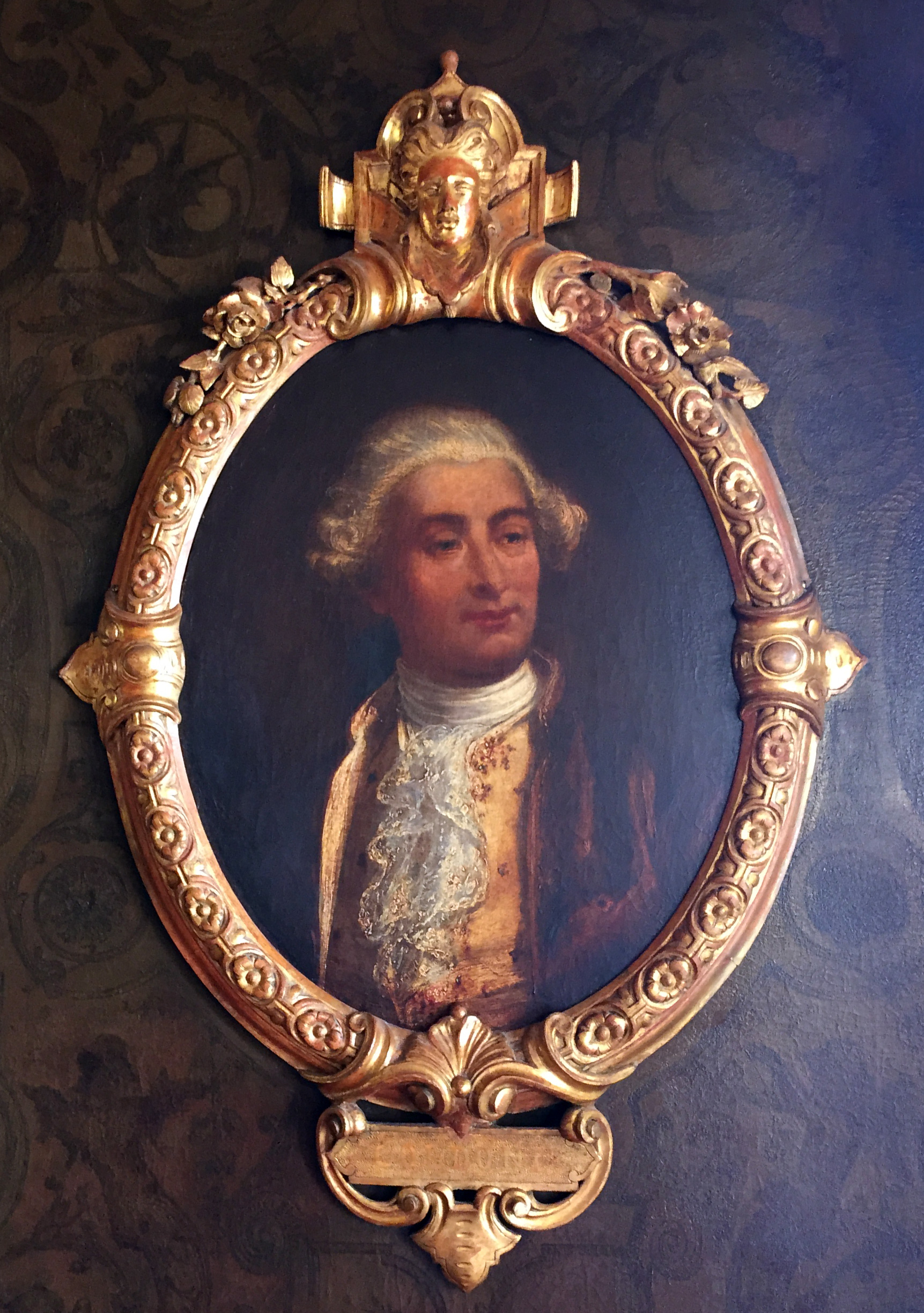
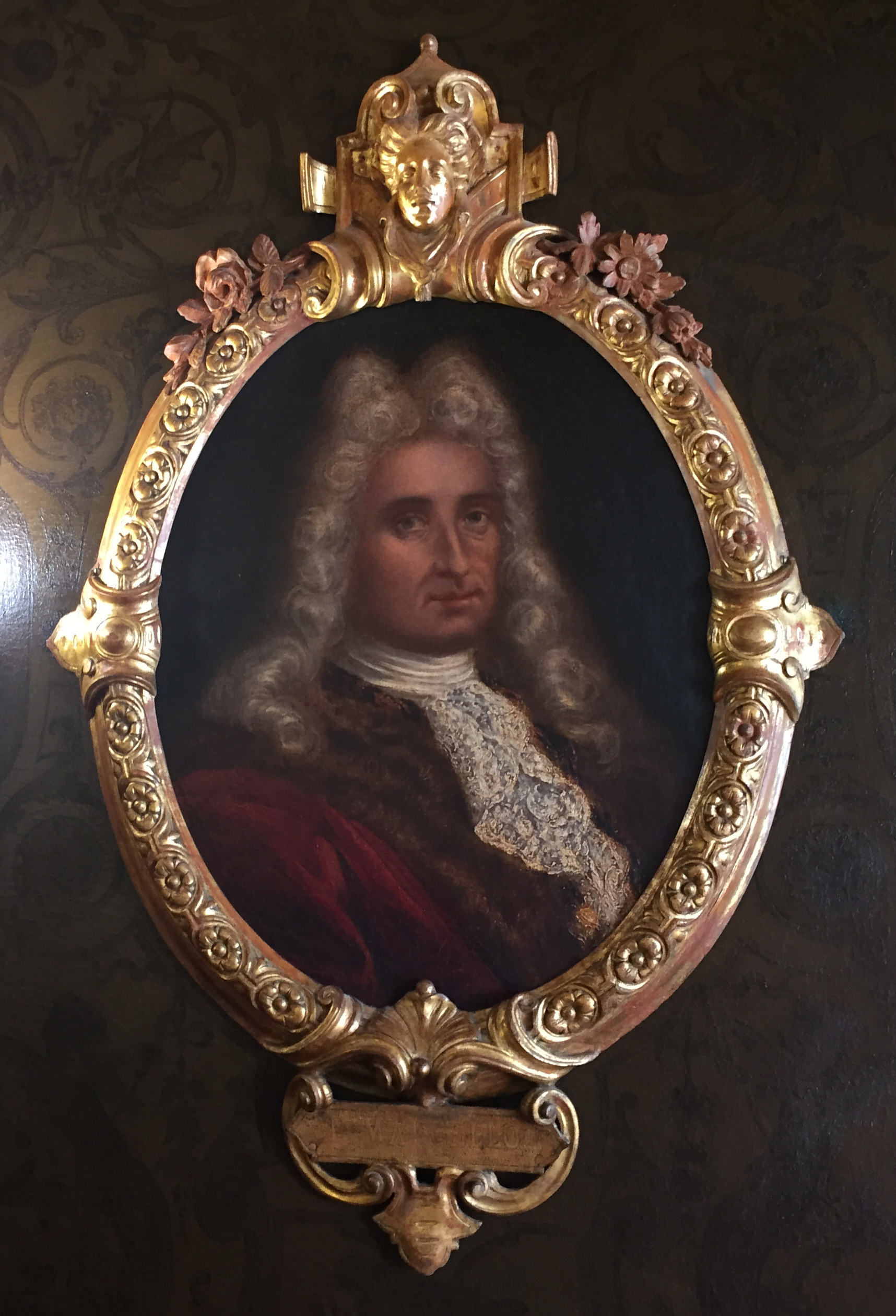
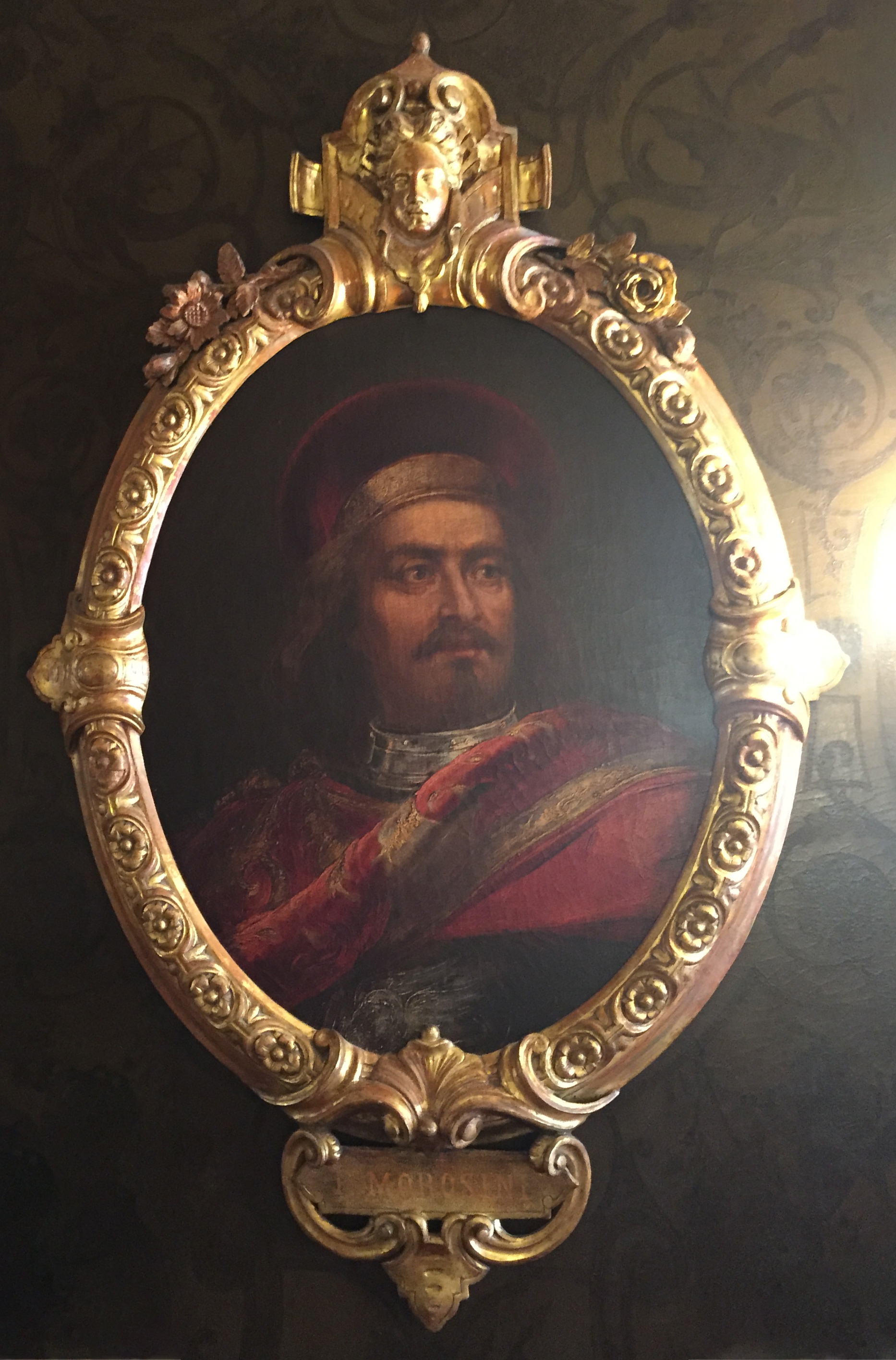
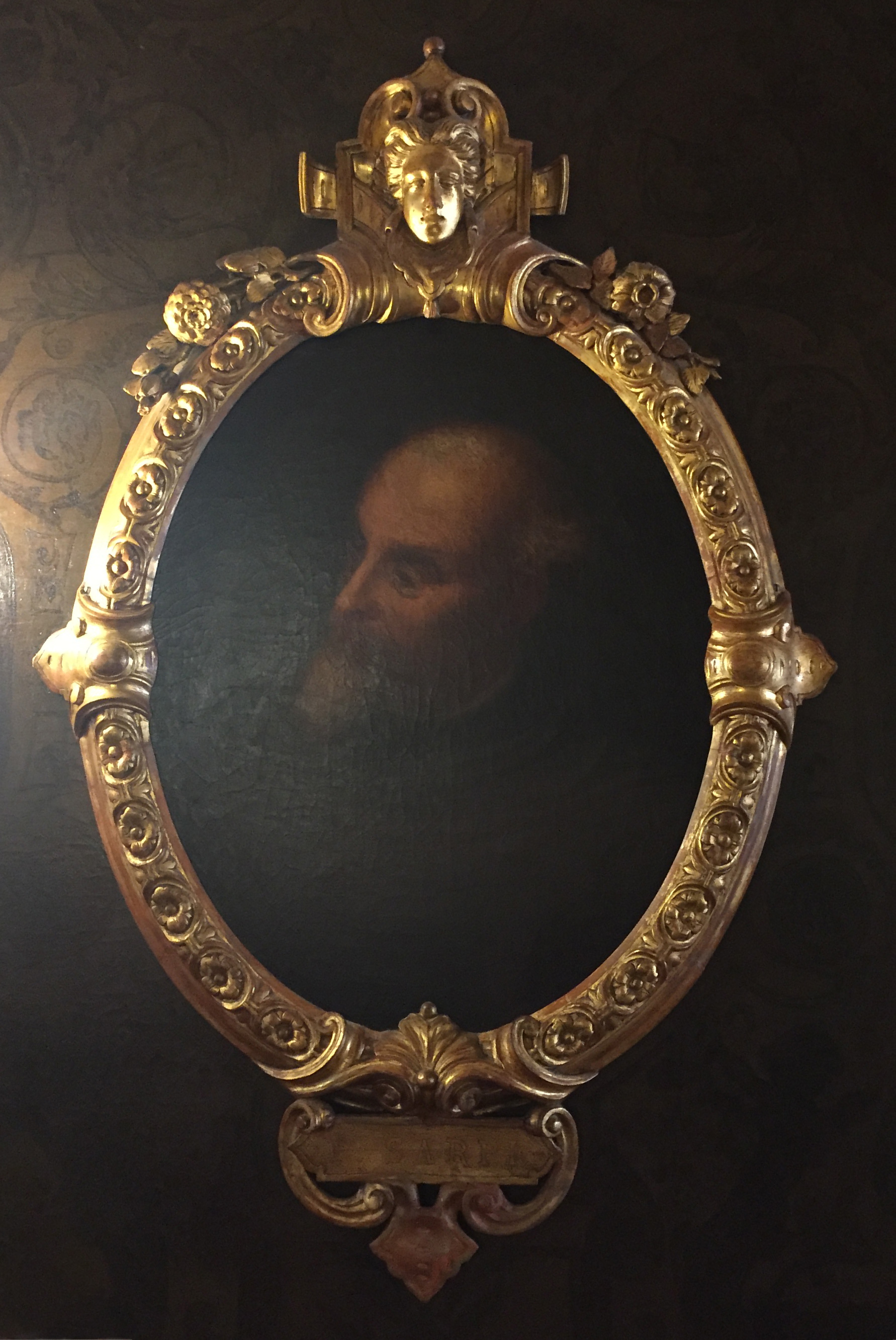
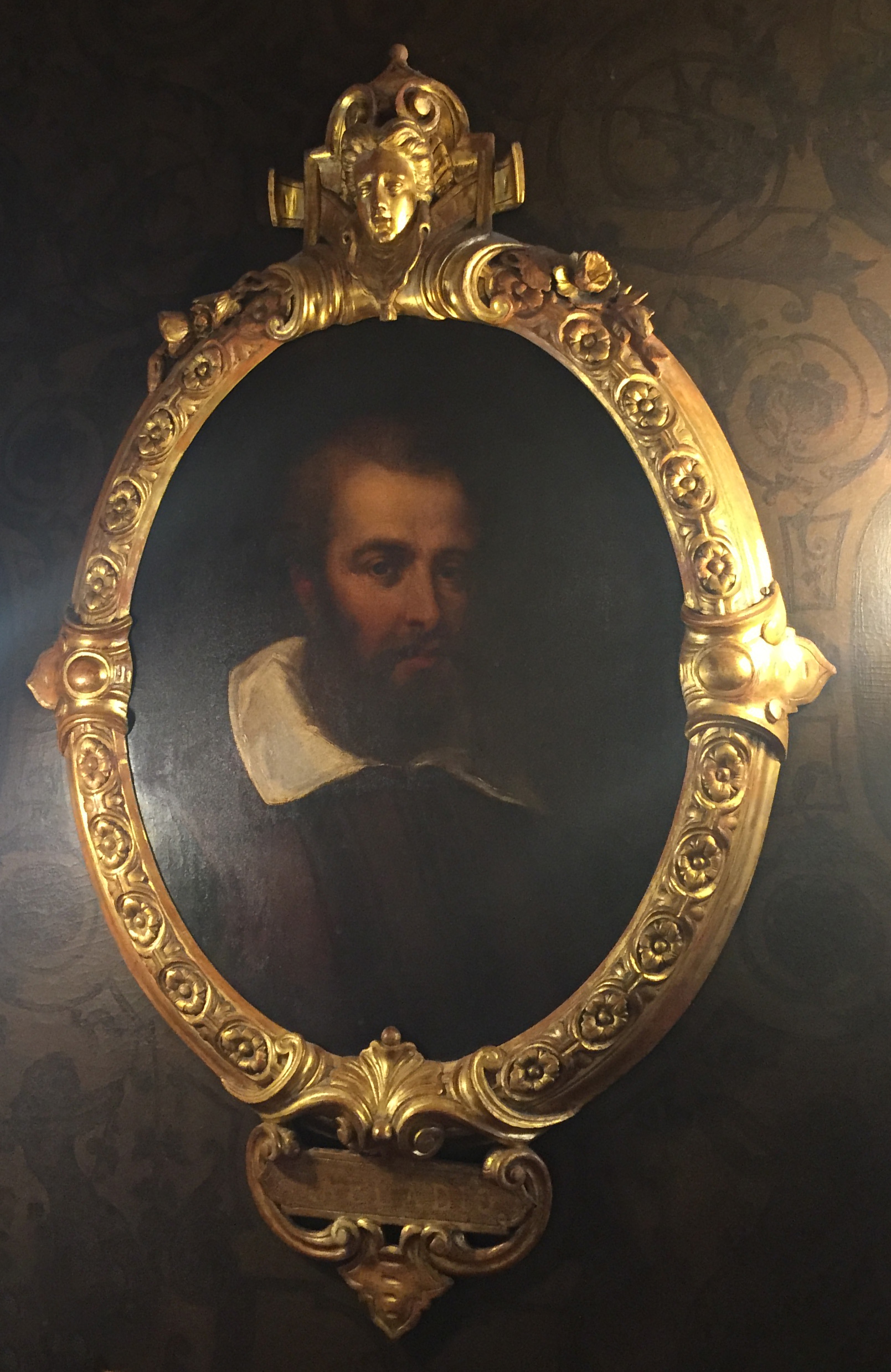
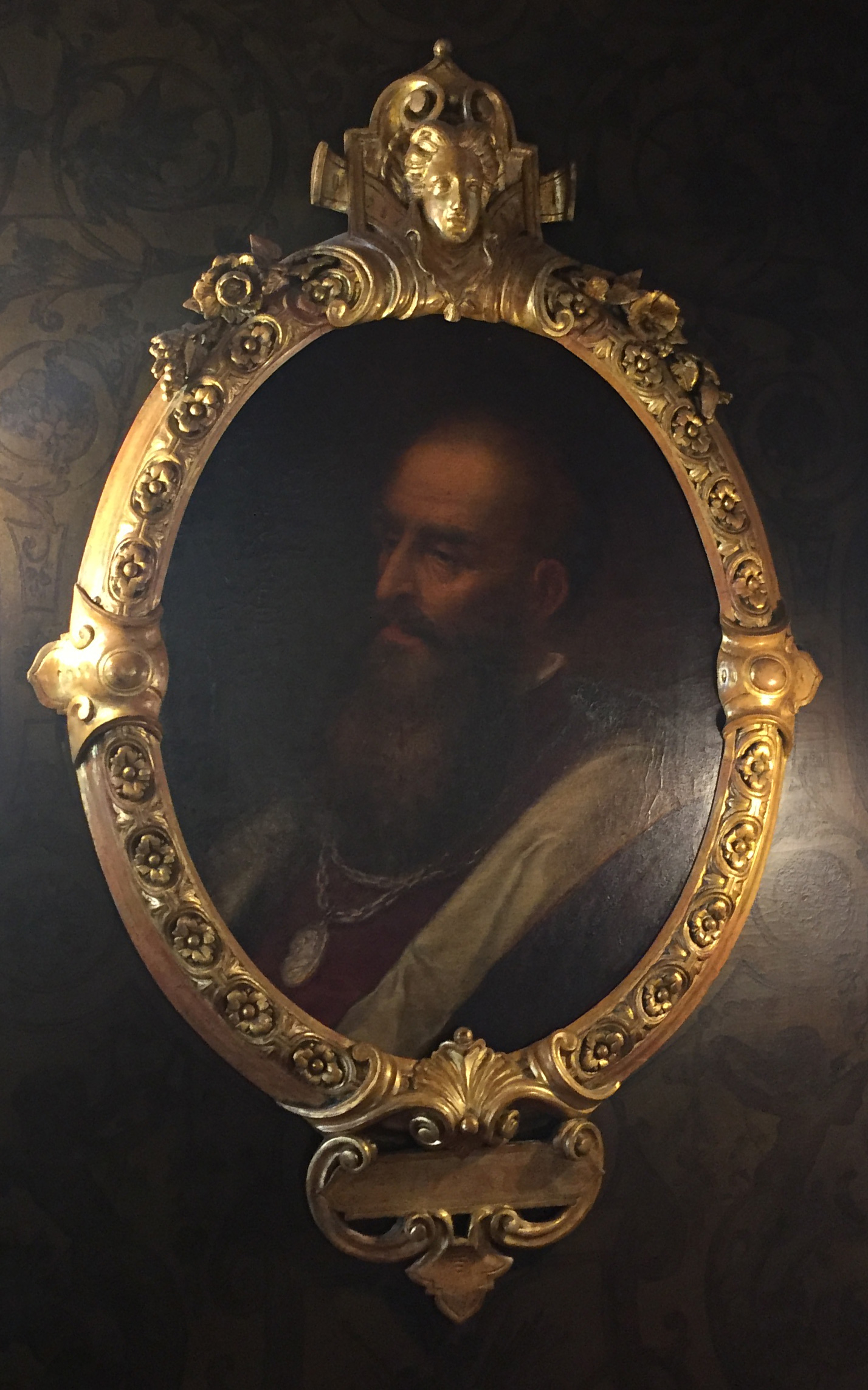
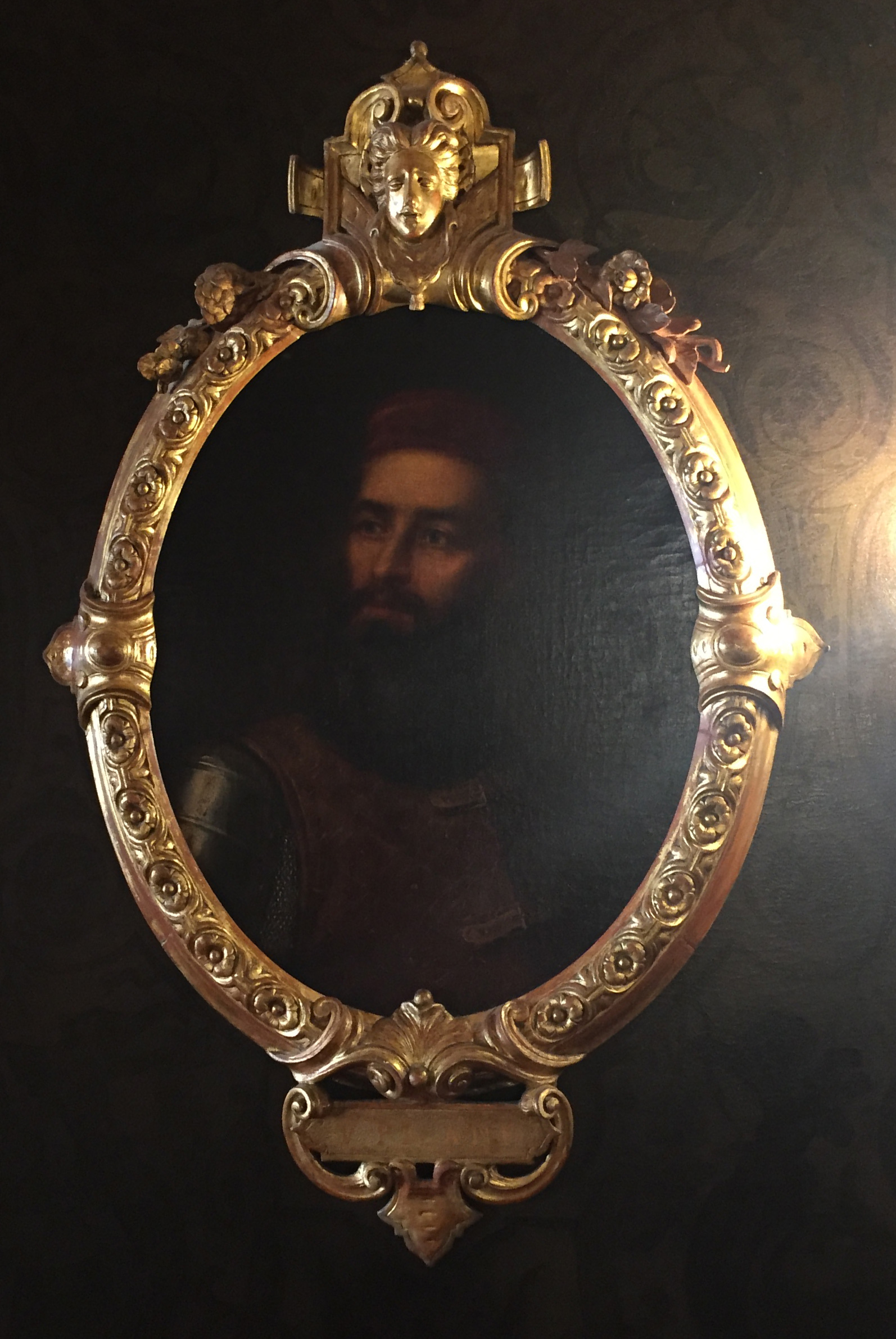
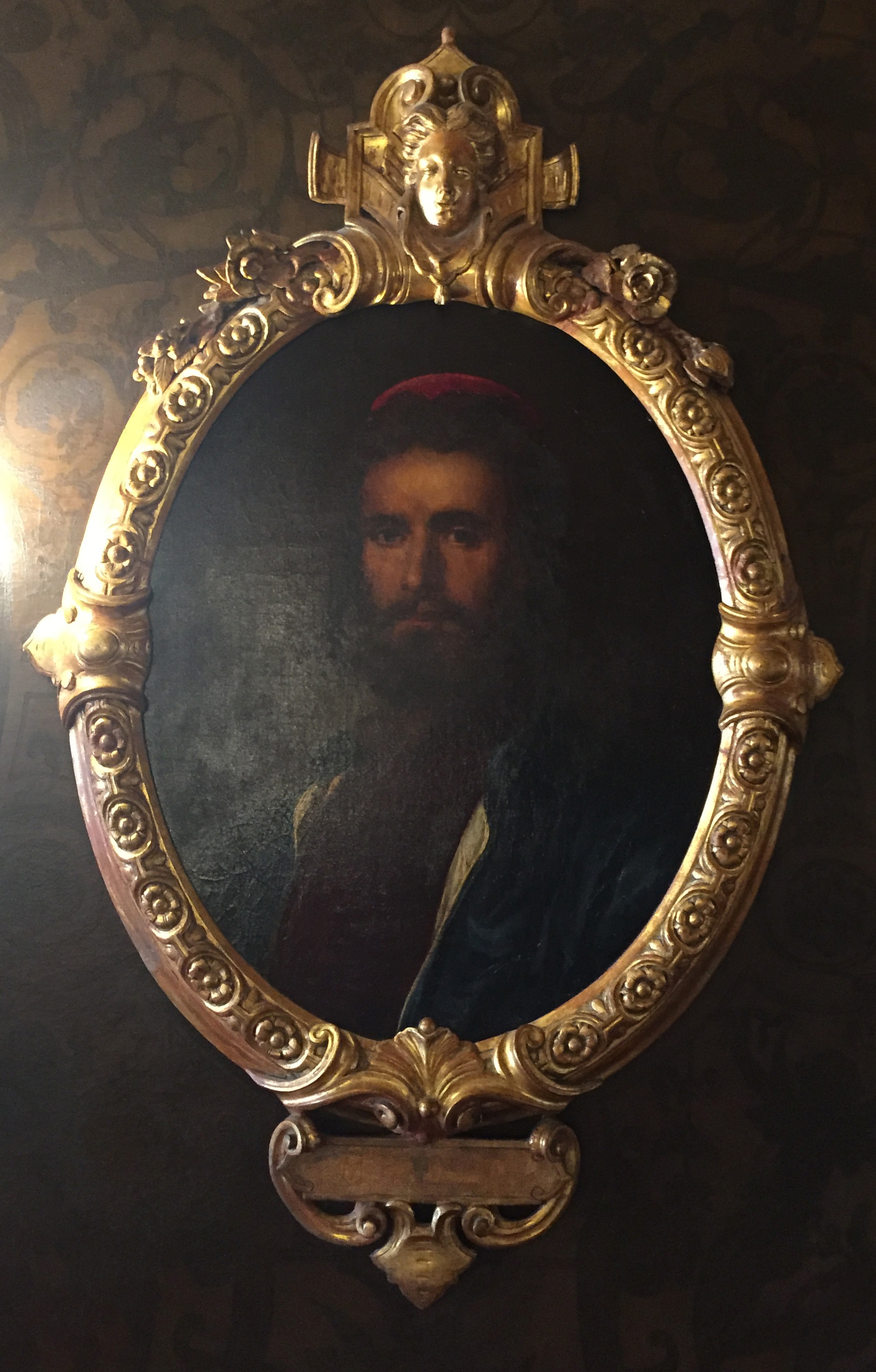
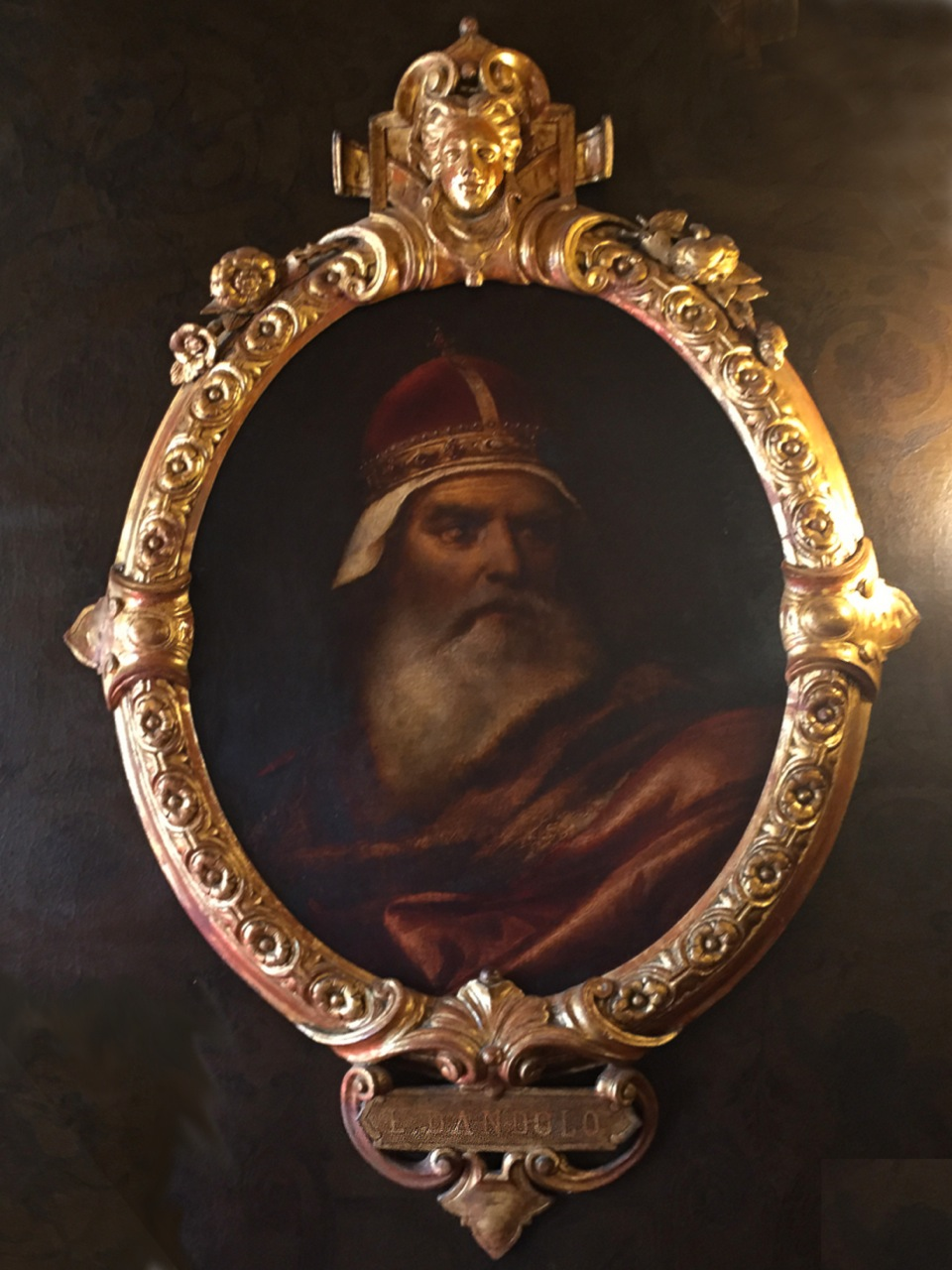
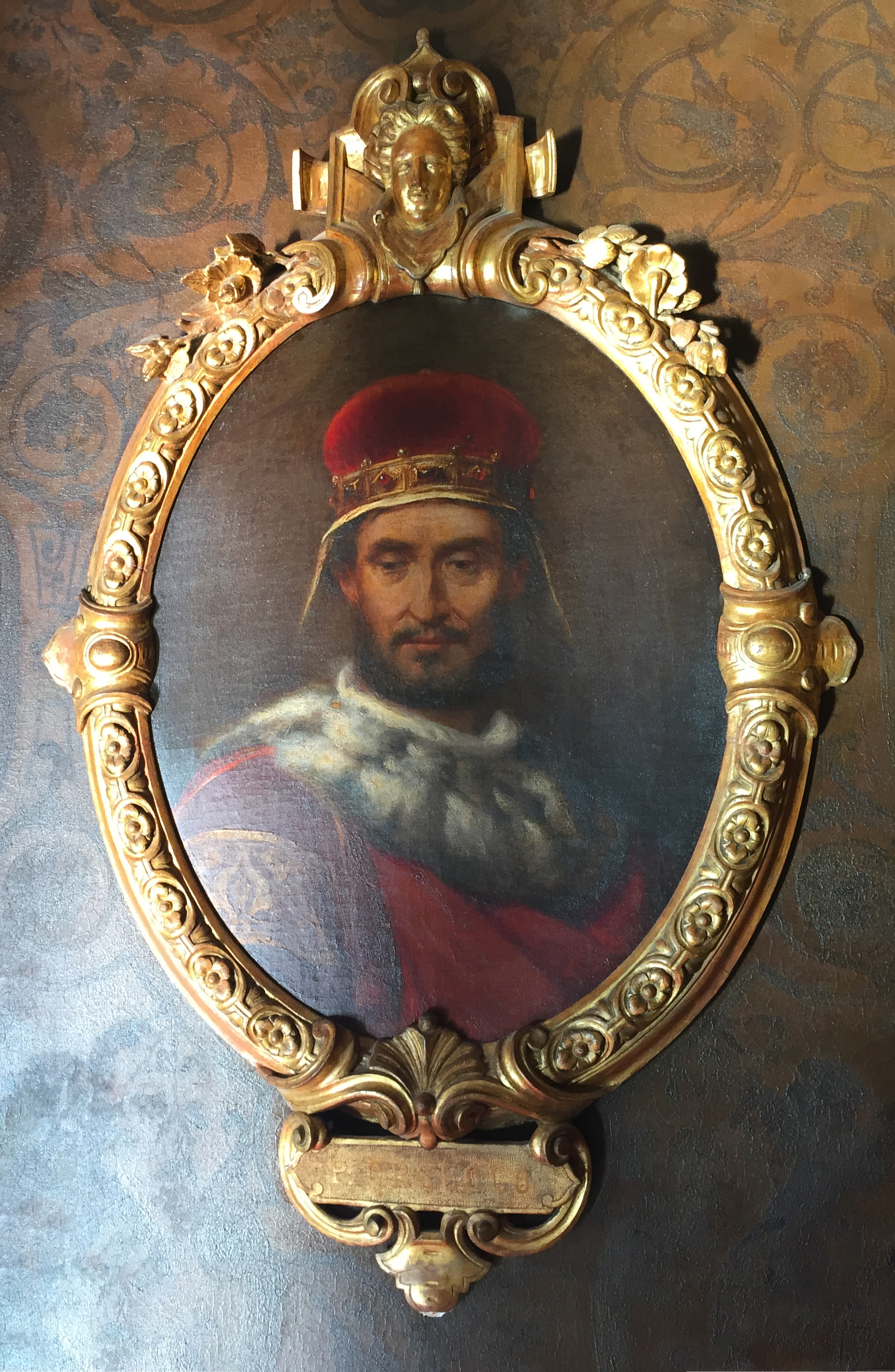

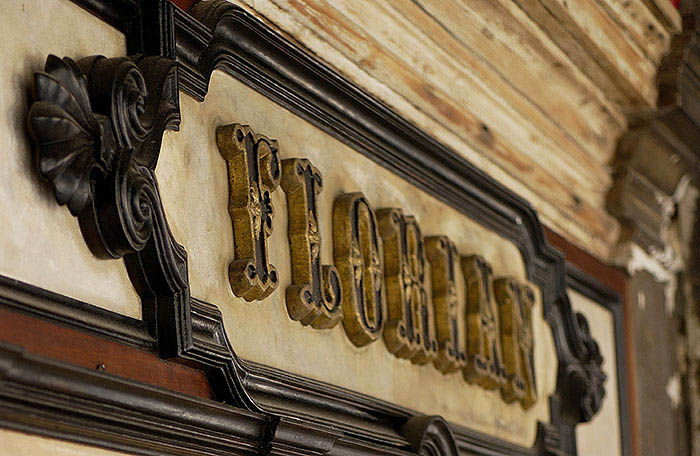
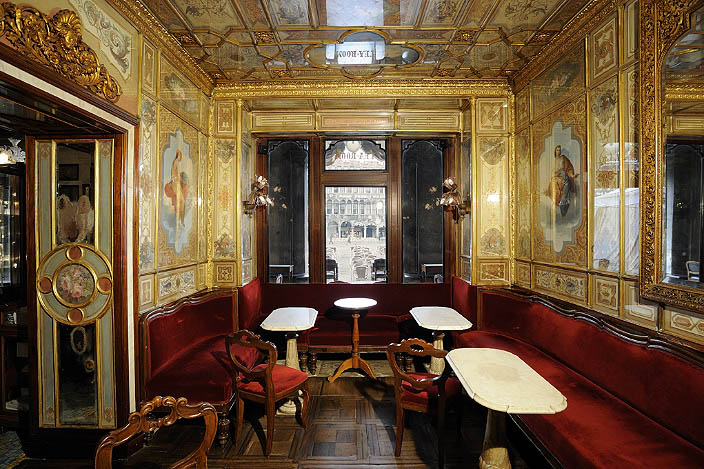
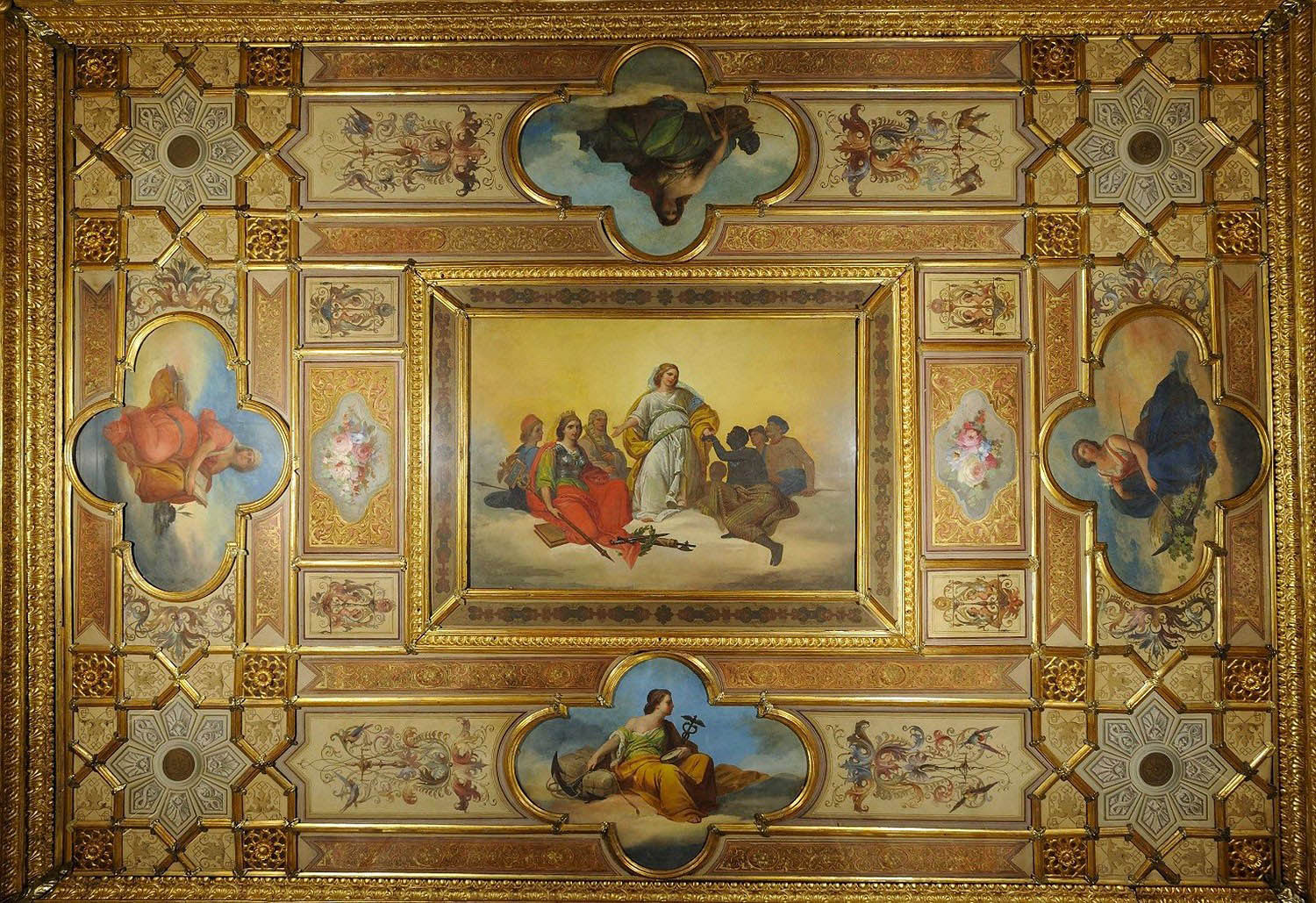
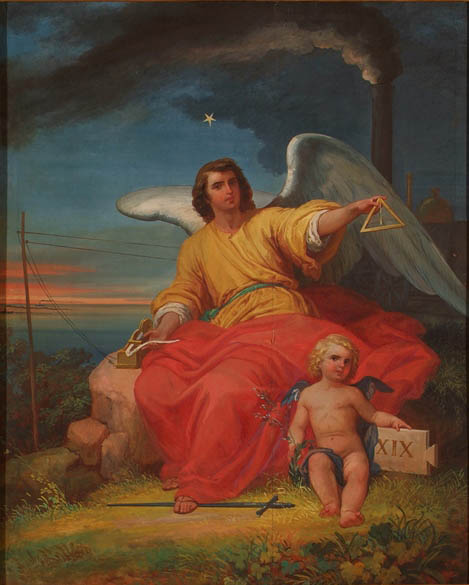
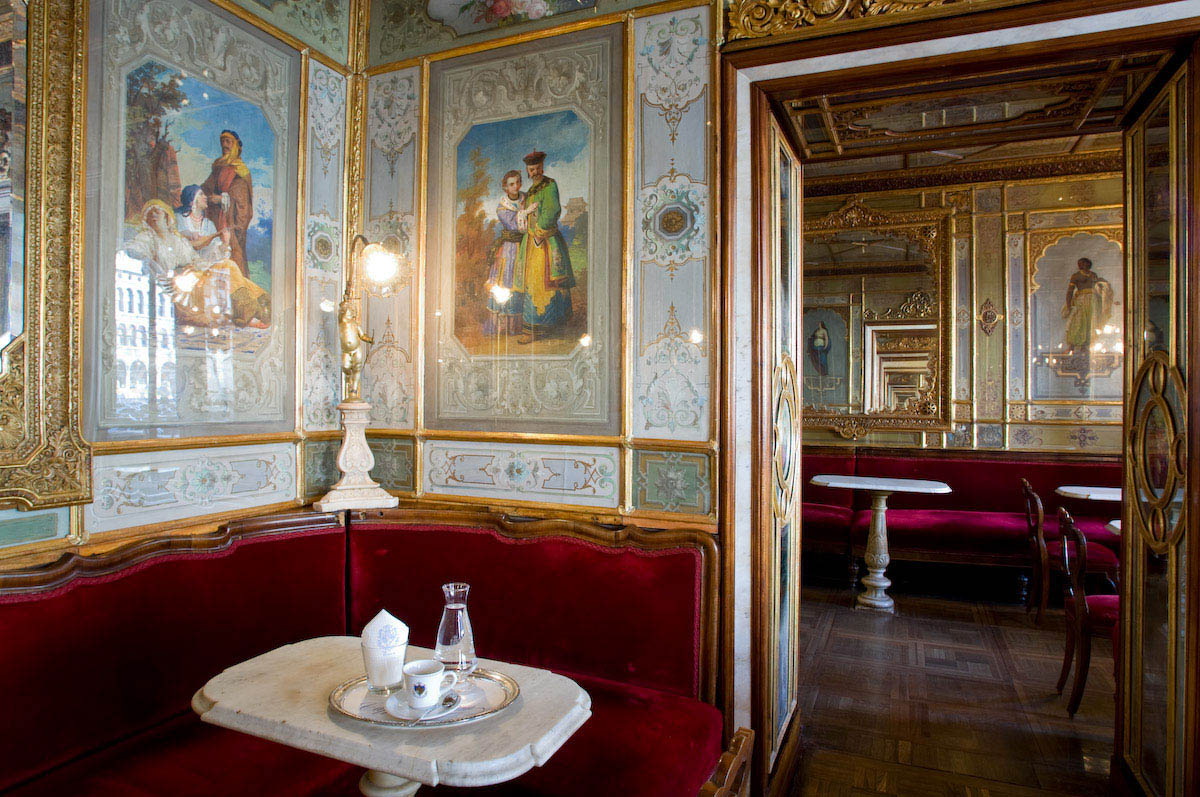
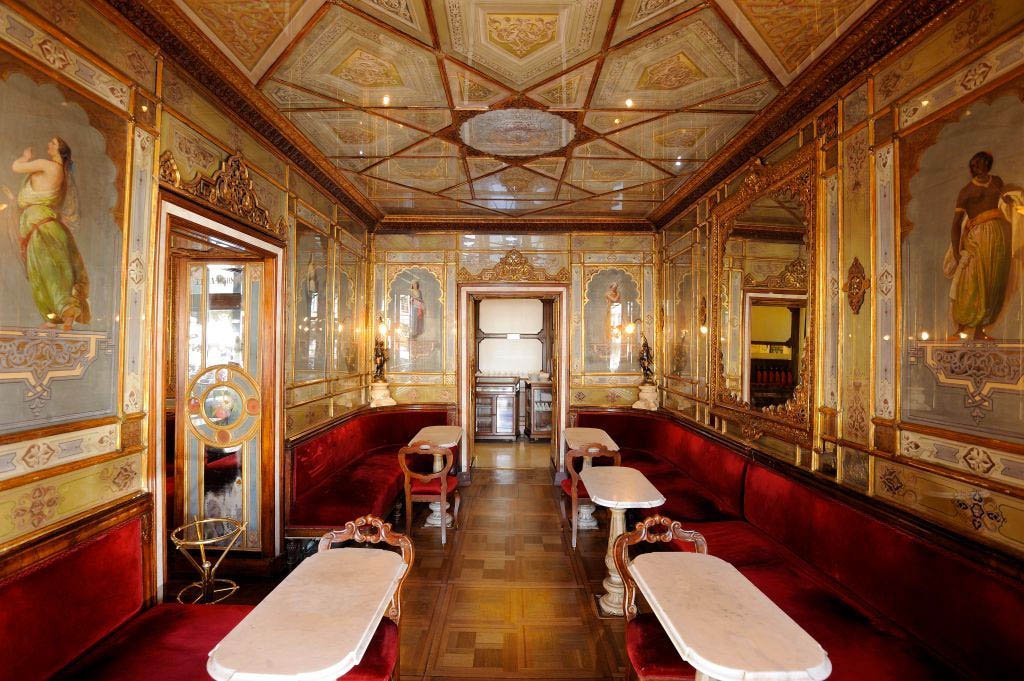
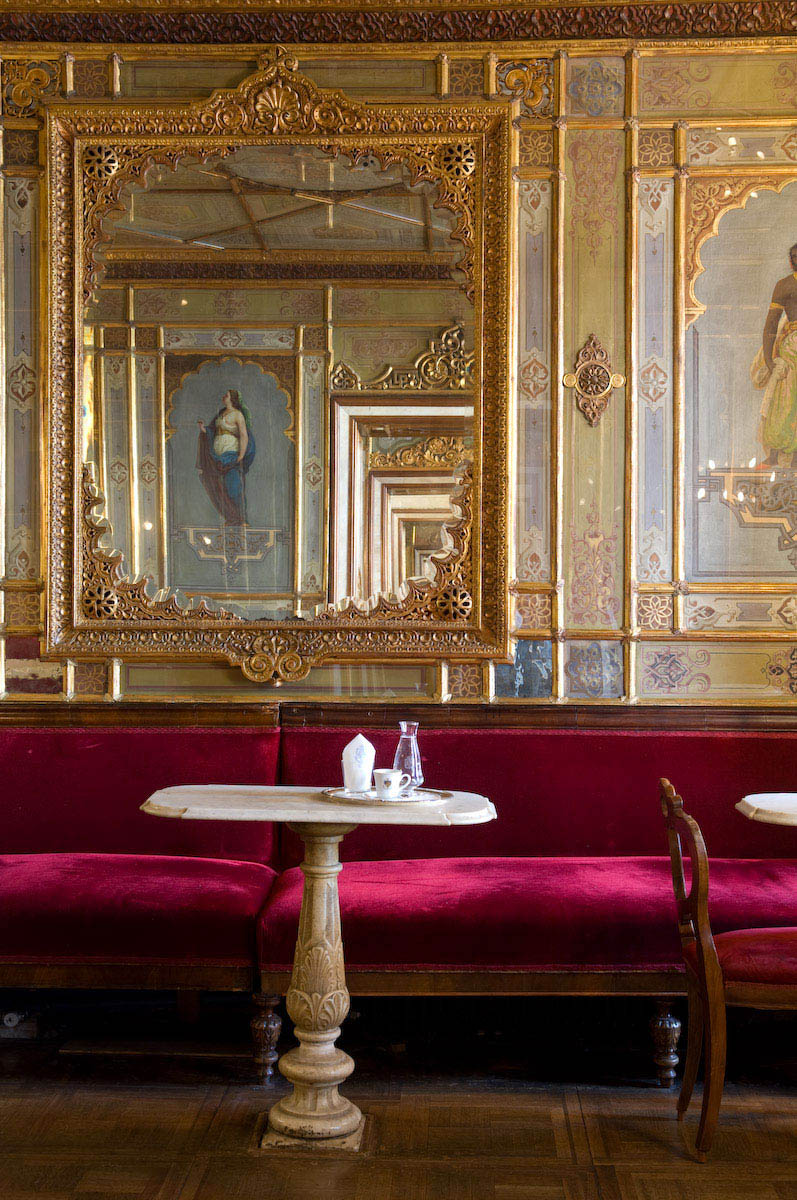
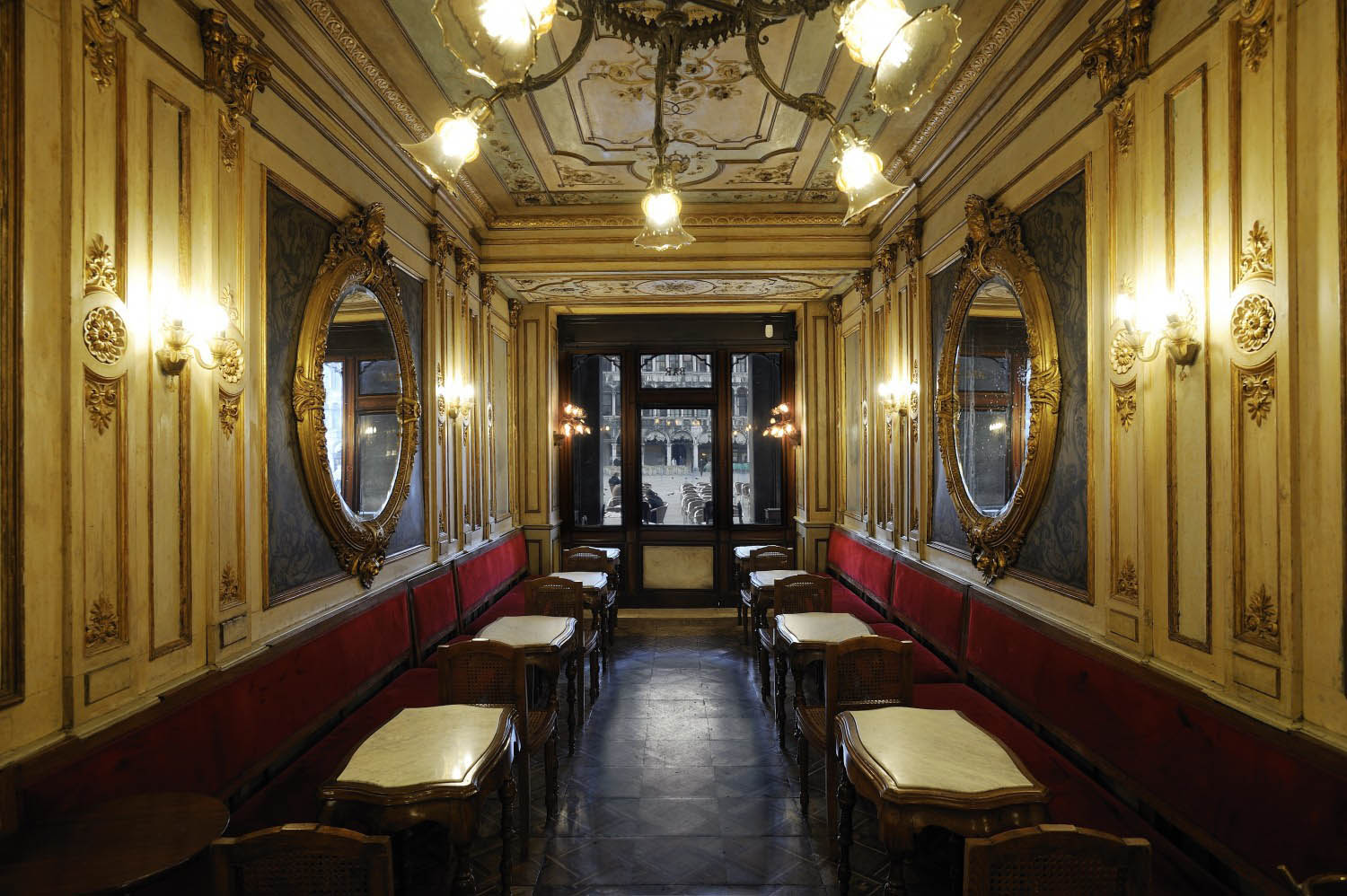
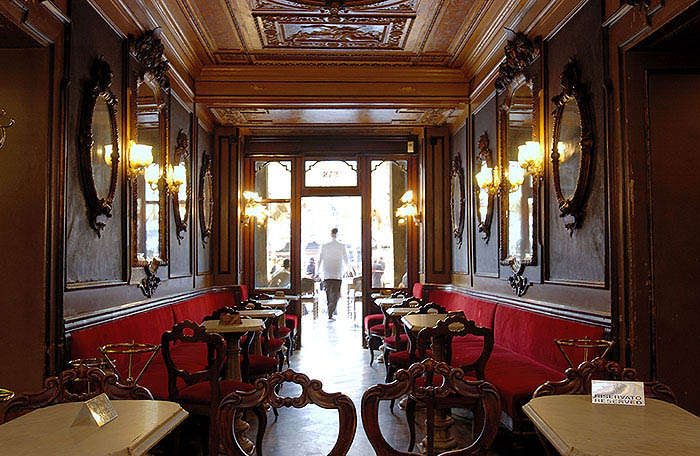
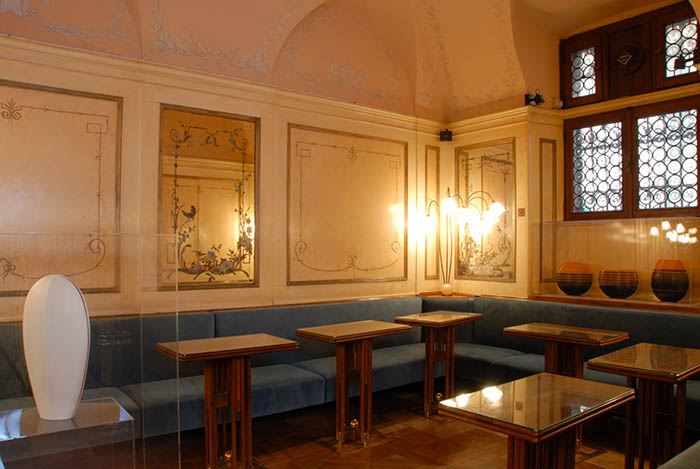